# Nikolai Vekšin
Nikolai Vekšin (em russo:  Николай Алексеевич Векшин; Haapsalu, 23 de maio de 1887 — 15 de janeiro de 1951) foi um velejador estoniano, medalhista olímpico. Ele competiu nos Jogos Olímpicos de Verão de 1928 na classe 6 Metre e conquistou a medalha de bronze na disputa a bordo do Tutti V com Andreas Faehlmann, Georg Faehlmann, Eberhard Vogdt e William von Wirén.
Vekšin se formou na Escola Karl May e no Instituto de Tecnologia de Petersburgo do Imperator. Ele começou a velejar em 1911 no Imperial St. Petersburg Yacht Club. Durante a Guerra Civil Russa, serviu como oficial do Exército Voluntário. Em 1949, Vekšin foi preso pelas autoridades soviéticas. Em 1951, ele morreu no campo de prisioneiros de Norillag em Norilsk, norte da Sibéria.